# Dorothy Burlingham-Tiffany

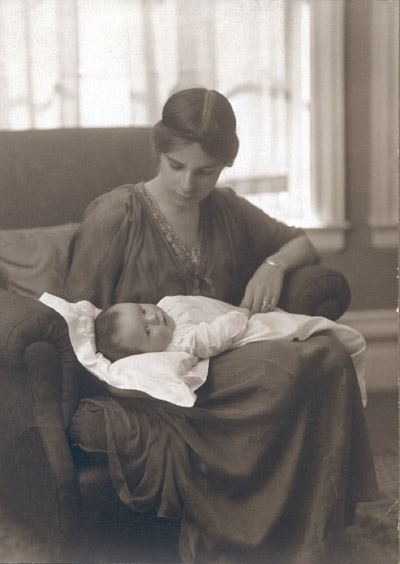
Dorothy Burlingham wraz z synem

Dorothy Burlingham-Tiffany, znana również jako Dorothy Burlingham (ur. 11 października 1891 roku w Nowym Jorku, zm. 19 listopada 1979 roku w Londynie) – amerykańska psychoanalityczka i edukatorka.
Długoletnia przyjaciółka i partnerka psychoanalityczki Anny Freud. Burlingham zasłynęła również z prac na temat depresji u małych dzieci prowadzonych wspólnie z Anną Freund. W latach sześćdziesiątych i siedemdziesiątych Burlingham przewodziła Grupie Badawczej zajmującej się Dziećmi Niewidomymi działającej w Klinice Hampstead w Londynie. Jej artykuł z roku 1979 na temat niewidomych dzieci zatytułowany "Niewidzieć w świecie widomych" opublikowany w Psychoanalytic Study of the Child jest uznawany za punkt zwrotny w empatycznej obserwacji naukowej.
Burlingham była córką artysty Louisa Comfort Tiffany i wnuczki Charlesa Lewisa Tiffany, założyciela Tiffany & Co.

## Lata młodzieńcze
Burlingham wyszła za mąż za chirurga z Kentucky, Roberta Burlinghama w 1914 roku. Para jednak rozstała się w 1921 roku z powodu występowania u Roberta fobii oraz epizodów zaburzeń afektywnych dwubiegunowych. Burlingham wychowywała wtedy czworo dzieci, w tym syna, który cierpiał z powodu choroby skóry, która, jak zdiagnozowano, miała podłoże psychosomatyczne. Były to czasy, kiedy nowa nauka zwana psychoanalizą stawała się coraz bardziej znana w Europie i Stanach Zjednoczonych.

## Przeprowadzka do Wiednia
Miejąc nadzieję, że psychoanaliza uzdrowi jej syna, Burlingham przeniosła się z czwórką dzieci do Wiednia w 1925 roku. Wkrótce rozpoczęła leczenie psychoanalizą prowadzoną przez "niefachowego analityka", (ang. "lay analyst"), Theodore'a Reika. Spotkała Annę Freud, która również była już analitykiem, i która wzięła wszystkie dzieci Burlingham na swoich pacjentów. Wkrótce choroba skórna małego Burlinghama ustąpiła. Ten obrót wypadków spowodował, że sama Burlingham została "niefachowym analitykiem". Przygotowując się do pracy, przeszła analizę u Zygmunta Freuda, chociaż już wtedy łączyły ją bliskie osobiste związki z Anną Freud.

## Współpraca z Anną Freud
Burlingham przeniosła się w 1938 roku do Londynu razem z Freudami, uciekającymi przed nazistowskim antysemityzmem. Po śmierci Zygmunta Freuda następnego roku, Doroty Burlingham osiedliła się w Maresfield Garden, niedaleko Anny Freud. Obydwie kobiety, które utrzymywały swój intymny związek przez następne czterdzieści lat, założyły w czasie Drugiej Wojny Światowej Żłobki Wojenne w Hampstead, ang. Hampstead War Nurseries, a ich wspólna tam praca zaowocowała publikacją „Dzieci bez rodzin” (1943). Razem z Helen Ross założyły w 1951 roku Klinikę w Hampstead, centrum, które „powstało, by przeprowadzać terapie i udzielać pomocy rodzinom, by leczyć upośledzone i chore dzieci bez względu na rodzaj ich choroby, pochodzenie społeczne i przeszłość, a równocześnie by dać możliwość obiecującym analitykom najbardziej wszechstronnego i pełnego szkolenia”. Zarówno Doroty Burlingham, jak i Anna Freud pracowały w Hampstead aż do emerytury.

## Śmierć
Doroty Burlingham zmarła w Londynie w 1979 roku. Jej prochy spoczywają w Golders Greek Krematorium, w Londynie, obok prochów Anny Freud (zmarłej w 1982 roku) oraz innych członków rodziny Freud w tym samego Zygmunta Freuda.